# Din (Burkina Faso)
Pour les articles homonymes, voir Din.
Din est une commune rurale située dans le département de Sindo de la province de Kénédougou dans la région des Hauts-Bassins au Burkina Faso.

## Santé et éducation
Le centre de soins le plus proche de Din est le centre de santé et de promotion sociale (CSPS) de Sindo.